# Омсталь
Омсталь (нем. Ohmstal) — деревня и бывшая коммуна в Швейцарии, в кантоне Люцерн.
Коммуна Омсталь, ранее также Омсталь-Нидервиль, состоящая из двух частей — Омсталь и Нидервиль, существовала до 2012 года. 1 января 2013 года она вошла в состав коммуны Шёц.
Входит в состав избирательного округа Виллизау (до 2012 года входила в состав управленческого округа Виллизау).
Население составляет 324 человека (на 31 декабря 2006 года). Официальный код — 1138.